# 플라타너스트리
플라타너스트리(platanustree)는 유스풀 패러다임에서 제공하는 책 관리 서비스이다.
책을 등록하고 책과 관련된 메모나 노트를 그날 그날 적는 간단한 서비스이며 OpenID를 인증시스템으로 사용하고 있다.